# 昌州 (元朝)
昌州，中国元朝时设置的州。
蒙古帝国灭大理国，元世祖至元十二年（1275年）改屈部设置昌州，为定昌路治所，治所在今四川省德昌县西南。至元二十三年（1286年）昌州、德州合称德昌路，昌州为云南行省德昌路治所。辖境相当今四川德昌县南境。明太祖洪武十五年（1382年）昌州属于德昌府。明成祖永乐二年（1404年）明朝改昌州置昌州长官司。